# Granma (província)
Granma é uma província de Cuba. Sua capital é a cidade de Bayamo. Recebeu o nome de Granma, em homenagem ao barco que trouxe a expedição revolucionária do México ao longo da costa de Niquero. No interior da província encontram-se as áreas protegidas "Parque Nacional Turquino" e "La Bayamesa", entre outras áreas de grande riqueza natural e ecológica.
A população total é de 819.742 habitantes, sendo 502.619 na zona urbana e 317.123 na zona rural (2019).

## Municípios
- Río Cauto
- Cauto Cristo
- Jiguaní
- Bayamo
- Yara
- Manzanillo
- Campechuela
- Media Luna
- Niquero
- Pilón
- Bartolome Maso
- Buey Arriba
- Guisa